# Azalea Park
Azalea Park – jednostka osadnicza w Stanach Zjednoczonych, w stanie Floryda, w hrabstwie Orange.